# Wilhelm Hedemann-Gade
Wilhelm Theodor Hedemann-Gade, född 19 maj 1855 i Malmö S:t Petri församling, död 9 mars 1934 i Lund, var en svensk grosshandlare och idrottsledare. Han var far till Erik och Hakon Hedemann-Gade.
Hedemann-Gade, som var son till handlanden Carl Hedeman Gade och Brita Maria Möller, flyttade från födelsestaden Malmö till Lund 1881. Han hade agentur för försäkringsbolagen Skandia och Fylgia samt importerade engelska cyklar och luftringar. Han var även verksam som kommunalman. Han uppges ha varit den förste i Lund som skaffade sig en cykel och var en drivande kraft för tillkomsten av Lunds idrottsplats (1891). Han var initiativtagare till det 1888 grundade Svenska Hjulförbundet och blev dess ordförande.
Hedemann-Gade var den drivande kraften i Lunds Bicycleklubb (stiftad 1887), Lunds Kägelklubb (stiftad 1893) och Lunds Skridskoklubb (stiftad 1886). Särskilt cykelklubben var mycket livaktig och anordnade många tävlingar, de flesta på den 1892 invigda banan på idrottsplatsen. Det förekom även "distansridter", till exempel Lund–Kristianstad–Lund (16 mil) 1889. Även intresset för konståkning på skridsko var under denna tid stort men avtog kring sekelskiftet.